# Дориа, Оберто
Оберто Дориа (итал. Oberto Doria) — генуэзский флотоводец и государственный деятель, капитан народа (1270—1285).

## Биография
Родился в Генуе до 1230 года в семье Пьетро Дориа и Мабилы Касичиа. В молодые годы помогал отцу, занимавшемуся коммерцией, затем организовал собственное торговое предприятие.
В конце июня 1266 года возглавил флот из 25 кораблей и совершил нападение на венецианскую колонию — город Канеа на Крите, где захватил богатую добычу.
Вместе с Оберто Спинола 28 октября 1270 года избран капитаном народа Республики Генуя. Энциклопедия «Британника» называет 15 лет их совместного правления «золотым веком генуэзской средневековой коммуны».
В битве при Мелории (6 августа 1284) командовал генуэзским флотом вместе с Бенедетто Дзаккариа и Коррадо Спинола. Пизанцы потерпели поражение, и Генуя захватила Корсику.
В сентябре 1285 года сложил полномочия капитана народа, передав их сыну — Коррадо.
Умер до 6 сентября 1306 года. Возглавляемая им ветвь Дориа должна была быть изгнана, но неясно, дожил ли он до этого. Британника указывает, что скончался в 1295 году; согласно «Dizionario Biografico degli Italiani» в декабре 1305 года ещё работал над соглашением, пытаясь усилить свою фракцию городскими должностями.
Вкладывал крупные средства в приобретение земель. Сеньор Лоано с 1263 года (получил в лен от епископа Альбенги Ланфранко Динегро). В 1276 году купил у графа Оберто Вентимилья сеньорию Дольчеаква. Сеньор Кальви (Корсика) с 1272 года (в 1294 году продал замок Генуе за 7 тысяч дженовино). Сеньор Изолабоны с 1277 года, Перинальдо с 1283 года (куплена у Дзаккариа), Априкале с 1288 года, Сан Ремо с 1295 года. Изолабона, Перинальдо и Априкале были объединены с Дольчеаквой в одну сеньорию, которая позже получила статус маркизата.

## Семья
Жена — Виоланта Дориа, дочь Бранка Дориа и Катарины Цанке.
Дети:
- Коррадо, сеньор Лоано
- Симоне, сеньор Сан Ремо. Его сын Анселино в 1359 году уступил замок Сан Ремо Республике Генуя.
- Рафаэло, адмирал Сицилии.